# Erythranthe robertsii
Erythranthe robertsii är en gyckelblomsväxtart som först beskrevs av Silverside, och fick sitt nu gällande namn av Guy L. Nesom. Erythranthe robertsii ingår i släktet Erythranthe och familjen gyckelblomsväxter. Inga underarter finns listade i Catalogue of Life.